# Joaquim Romão Duarte
Joaquim Romão Duarte (Santarém, ? - Lisboa, 21 de Janeiro de 1970) foi um professor e Governador Civil de Faro, entre 11 de Agosto de 1964 e 12 de Dezembro de 1968.

## Biografia
Nasceu em Santarém. Frequentou a Faculdade de Letras de Lisboa, onde se licenciou em filologia germânica.
Iniciou a sua carreira como professor em 1938, no Liceu Nacional de Faro, onde esteve até 1944. Nesse ano passou a exercer como reitor do liceu de Portimão, posição que ocupou até 1948, tendo sido reitor do Liceu da Guarda desde então até 1951. Entre 1939 e 1948 foi delegado provincial da Mocidade Portuguesa no Algarve. Em 1955 tornou-se comissário-adjunto da Mocidade Portuguesa, cargo que manteve até 1961. Também exerceu como professor do Liceu Passos Manuel, e foi reitor do Liceu Gil Vicente, ambos em Lisboa.
Foi Governador Civil do Algarve entre 1964 e Janeiro de 1969, quando se tornou director-geral do director-geral do Ensino, no Ministério do Ultramar, posição que ocupou até à sua morte. Também foi oficial de milícia na Legião Portuguesa.
Faleceu em 21 de Janeiro de 1970, aos 63 anos de idade, no Hospital do Ultramar, em Lisboa. O funeral teve lugar no dia seguinte, tendo sido enterrado no Cemitério da Ajuda. Estava casado com Maria da Conceição Pinto Caimoto Romão Duarte, e era pai de José António Caimoto Duarte e Joaquim Rafael Caimoto Duarte.